# Cui Peng
Cui Peng (Dalian, 31 de maio de 1987) é um ex-futebolista da chinês que atuava como volante.

## Carreira
Cui Peng representou a Seleção Chinesa de Futebol nas Olimpíadas de 2008, quando atuou em casa.